# Бейис Хазирет
Бейи́с Хазире́т (каз. Бейіс хазірет, до 1999 г. — Митрофа́новка) — село в Атбасарском районе Акмолинской области Казахстана. Входит в состав Мариновского сельского округа. Код КАТО — 113843300.

## География
Село расположено в восточной части района, на расстоянии примерно 48 километров (по прямой) к востоку от административного центра района — города Атбасар, в 6 километрах к западу от административного центра сельского округа — села Мариновка.
Абсолютная высота — 276 метров над уровнем моря.
Ближайшие населённые пункты: станция Адыр — на западе, село Мариновка — на востоке.
Южнее села протекает река Ишим.

## История
Основана в 1901 году как переселенческий участок Рыбный Атбасарского уезда Акмолинской области на 246 душ с земельными наделами по 15 десятин на каждую. Сельское общество образовано в 1904 году .В 1907 году открыта церковно-приходская школа в арендованной избе. В 1911 году открыта школа Министерства народного просвещения.На 1911 год имелось 5 мельниц , хлебозапасный магазин . приписной молитвенный дом , построенный на средства общества . Церковный приход был в 7 верстах в селе Мариинском (Мариновке ).

## Население
В 1916 году население села составляло 346 человек обоего пола.
В 1989 году население села составляло 624 человек (из них казахи — 37 %, немцы — 22 %).
В 1999 году население села составляло 553 человека (286 мужчин и 267 женщин). По данным переписи 2009 года, в селе проживал 461 человек (232 мужчины и 229 женщин).
| Численность населения | Численность населения | Численность населения |
| 1989                  | 1999                  | 2009                  |
| --------------------- | --------------------- | --------------------- |
| 624                   | ↘553                  | ↘461                  |

## Улицы
- ул. Жалтыр Коль,
- ул. Жастар,
- ул. Орталык.